# 本田圭佑 (野球)
本田 圭佑（ほんだ けいすけ、1993年4月24日 - ）は、宮城県仙台市泉区生まれ、同市太白区出身のプロ野球選手（投手）。右投右打。オリックス・バファローズ所属。

## 経歴

### プロ入り前
仙台市立柳生小学校3年生の時に西中田ゴールデンアクロス（当時:安久野球部）で野球を始めると、仙台市立柳生中学校では軟式野球部で遊撃を守った。
東北学院高等学校への入学後に投手へ転向。2年生の春からエースとなったが、春夏ともに全国大会への出場経験はない。
東北学院大学への進学後は、2年生の春から仙台六大学野球のリーグ戦に出場。3年生の時には、春季リーグ戦で防御率1位（1.56）を記録すると、秋季リーグ戦で4勝を挙げて敢闘賞を受賞した。4年生の秋季リーグ戦では、6回参考記録ながらノーヒットノーランを達成した。在学中には、リーグ戦通算で28試合に登板。184回2/3を投げて、15勝7敗、防御率1.90という成績を残した。
2015年10月22日に行われたドラフト会議では、埼玉西武ライオンズから6位指名を受け、契約金2500万円、年俸700万円（金額は推定）で仮契約を結び入団した。背番号は45。

### 西武時代

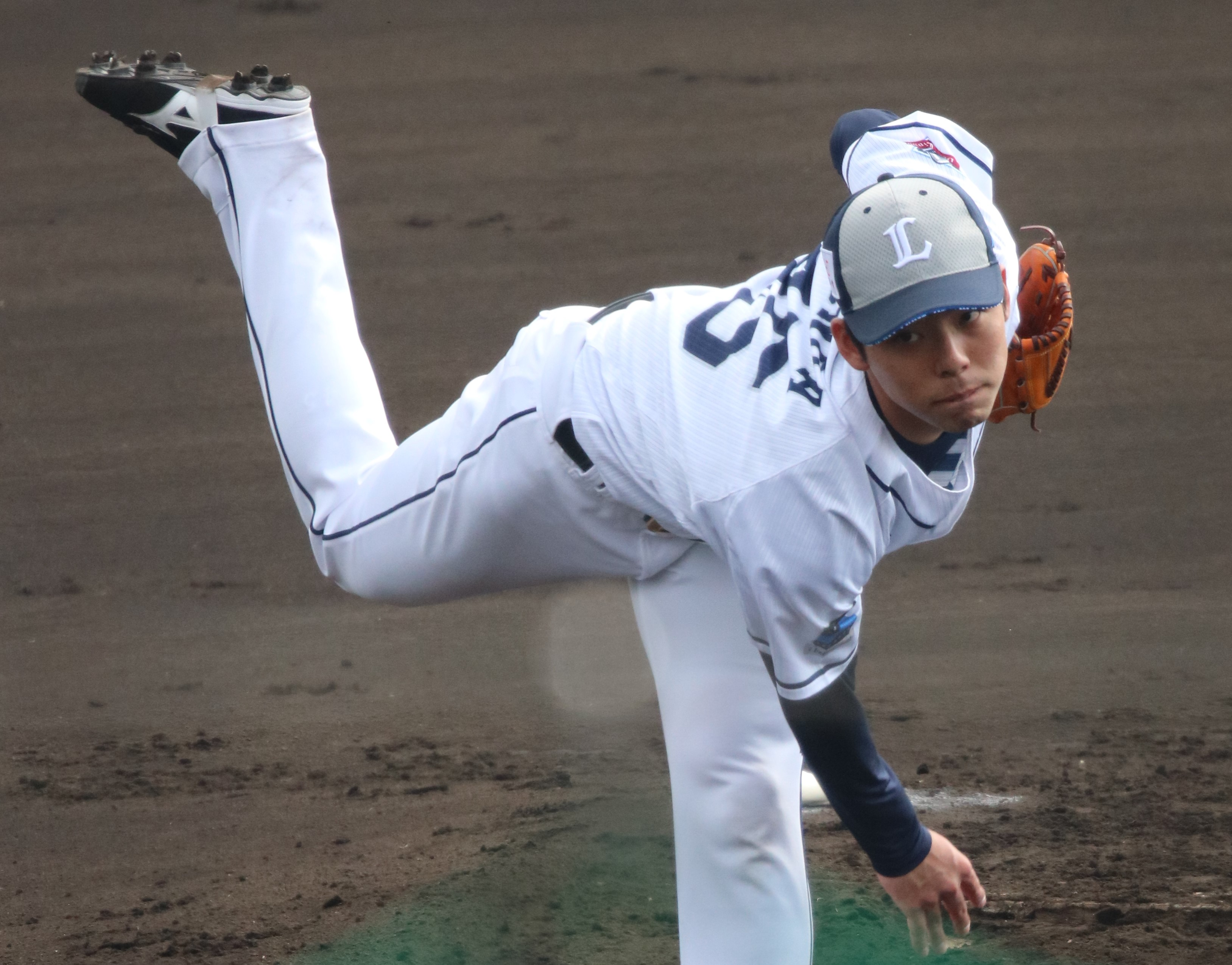
西武時代
（2018年2月9日 南郷スタジアム）

2016年9月9日に出場選手登録されると、同11日の福岡ソフトバンクホークス戦でプロ初登板を果たし、2回1安打1死球1奪三振無失点と好投した。同18日の東北楽天ゴールデンイーグルス戦ではプロ初先発となったが、2回2/3を投げて7安打4失点でプロ初黒星を喫した。翌19日に出場選手登録を抹消され、ルーキーイヤーの一軍登板は前述の2試合のみであった。シーズン終了後の10月12日、第1回WBSC U-23ワールドカップの日本代表に選出され、同29日のニカラグアとの初戦に先発し、7回2安打無失点で勝利投手。11月4日の韓国戦にも先発し、8回4安打12奪三振1失点の内容で勝敗は付かなかったものの、チームの勝利に貢献した。同7日のオーストラリアとの決勝戦では中2日でリリーフ登板し、2回5奪三振無失点の好投でチームの優勝に貢献した。11月14日からは野田昇吾・駒月仁人と共に、オーストラリアン・ベースボールリーグにメルボルン・エイシズの一員として参加し、同リーグでは4勝0敗・防御率1.21を記録し、オールスターにも選出された。
2017年は7月22日に中継ぎとして出場選手登録。4試合の登板で防御率1.80を記録すると、8月6日に出場選手登録を抹消されて二軍で先発調整となり、同27日のオリックス・バファローズ戦でシーズン初先発。2回までに5点の援護を受けたが、3回途中5安打3失点で降板した。翌8月28日に出場選手登録を抹消されて以降は一軍に昇格することができずにシーズンを終え、この年は5試合（1先発）の登板で防御率4.70という成績であった。オフに現状維持となる推定年俸700万円で契約を更改した。
2018年の一軍登板は1試合のみにとどまり、オフに50万円減の推定年俸650万円で契約を更改。11月24日から台湾で開かれたアジアウインターベースボールリーグに、中塚駿太・田村伊知郎・愛斗・齊藤誠人と共に参加した。
2019年は先発陣のうち、前年11勝を挙げた榎田大樹が左肩の張りで出遅れ、開幕ローテーション入りが内定していた内海哲也は左浅指屈筋の肉離れ、松本航は肺炎で離脱し、リリーフ左腕の武隈祥太が先発転向する事態となっていた。開幕6戦目の先発投手は明言されていなかったが、イースタン・リーグでは2試合の登板で防御率2.45と好投していた本田が抜擢され、4月4日の千葉ロッテマリーンズ戦に先発し、6回0/3を5安打4失点の内容でプロ初勝利を挙げた。6月29日のオリックス戦で2か月ぶりとなるシーズン3勝目を挙げた際に「ローテーションを回っているという感覚は無い」と本人が話したように、シーズン前半はローテーションの谷間での先発が中心であった。その後の2先発でも勝利投手となったが、首の違和感で離脱。復帰後は先発ローテーションの一角を担い、ソフトバンクとのCSファイナルステージ第4戦でも先発を務めた。この年は16試合の先発登板で6勝6敗・防御率4.63を記録し、オフに950万円増となる推定年俸1600万円で契約を更改した。
2020年は2年連続で開幕ローテーション入りを果たし、開幕6戦目のソフトバンク戦に先発するも、5回3安打2失点で敗戦投手となった。シーズン3度目の先発登板では雨天ノーゲームとなり、翌7月10日に出場選手登録を抹消された。同25日の再昇格後も白星に恵まれず、シーズン初勝利は8月16日の楽天戦であったが、これがこの年唯一の白星であり、同27日の北海道日本ハムファイターズ戦での先発を最後に一軍で登板することは無かった。一軍では35回1/3を投げて被安打35であったが、9月以降二軍ではイニング数を大幅に上回る被安打を記録するなど、シーズン後半は非常に苦しみ、この年は7試合の先発登板で1勝4敗・防御率4.08という成績であった。オフに240万円減となる推定年俸1360万円で契約を更改した。
2021年は誕生日の4月24日の楽天戦でシーズン初登板初先発となったが、初回二死一・二塁から平凡なサードゴロがイレギュラーし、これが適時打となると、さらに続く打者にも適時打を許し、4回途中2失点で敗戦投手となった。2度目の先発となった5月1日の日本ハム戦では5回1失点、3度目の先発となった8月19日のロッテ戦では5回無失点と好投し、いずれの試合も勝利投手の権利を持って降板したものの、その後チームは同点・逆転を許し、白星を挙げることはできなかった。以降の先発登板では5回未満で降板する試合が目立ち、この年は6試合の先発で0勝3敗・防御率4.21という成績であった。オフに100万円減となる推定年俸1260万円で契約を更改した。なお、このシーズンではイースタン・リーグで最高勝率のタイトルを獲得している。
2022年も開幕を二軍で迎えると、前年にトミー・ジョン手術を受けて育成契約となった投手が4人もいたこと、支配下選手が12球団最少の63人であることなど投手不足のチーム事情を背景に、3月29日の東京ヤクルトスワローズとのイースタン・リーグ公式戦では延長11回途中・154球で完投した。その後も二軍で先発調整を続けていたが、開幕から一軍でブルペンの一角を担っていた佐々木健・宮川哲・水上由伸が新型コロナウイルス陽性判定により離脱したことを受け、4月26日に中継ぎとして一軍へ昇格。翌27日のソフトバンク戦で4年ぶりのリリーフ登板となり、1イニングを三者凡退に抑えると、続く28日の同カードでは2点リードの7回裏から登板し、三者凡退に抑える好投でプロ初ホールドを挙げた。5月24日の中日ドラゴンズ戦では3点リードの5回裏から登板し、2イニングを無失点に抑えて2年ぶりの白星を挙げるなど、勝ちパターンに繋ぐ役割で結果を残すと、リーグ戦再開後はホールドが付く場面での起用が増加。7月21日終了時点で27試合に登板し、3勝1敗11ホールド・防御率1.69を記録すると、新型コロナウイルス陽性判定により出場辞退となった増田達至の代替選手としてオールスターに選出された。球宴では連投となったが、第1・2戦ともに無失点に抑えた。後半戦は8月中旬に調子を落とし、8月19日のオリックス戦で決勝のソロ本塁打を打たれると、その後はホールド機会が減少したものの、この年は45試合全てにリリーフ登板し、4勝2敗20ホールド・防御率1.97と好成績を収めた。オフに1740万円増となる推定年俸3000万円で契約を更改した。
2023年はリリーフとして開幕一軍入りを果たすも、5月11日に出場選手登録を抹消された。翌12日の二軍戦に登板すると、5月16日の二軍戦では先発登板で3イニングを投げ、同24日に出場選手登録。1試合のリリーフ登板を経て、5月31日の阪神タイガース戦で2シーズンぶり（2021年10月6日以来）となる一軍先発登板となり、4回2安打2四球4奪三振無失点という内容でチームの勝利に貢献した。続く6月7日の中日戦でもショートスターターとして起用され、4回無失点で役割を果たした。その後は10日間の登録抹消期間を経てリリーフとして起用されたが、7月26日に特例2023で登録抹消。8月15日に一軍復帰を果たし、同日の楽天戦でホールドを記録するも、1回1安打1四球無失点。9月は5登板のうち、走者を出さなかったのは1試合のみと復帰後は走者を背負う場面が目立った。この年は25試合（2先発）に登板し、0勝1敗2ホールド・防御率1.56を記録。オフに300万円減となる推定年俸2700万円で契約を更改した。
2024年は2年連続で開幕一軍入り。開幕から7回のセットアッパーを務め、4月終了時点でチームトップタイの7ホールドを記録した一方、ホールド機会での救援失敗が3度あり、12試合の登板で0勝2敗・防御率3.18。5月はホールド機会がなく、5月10日の楽天戦で1回4安打3失点→同15日の日本ハム戦で2回5安打2失点と2試合連続で打ち込まれると、翌16日に出場選手登録を抹消された。同年は31試合に登板し、1勝4敗10ホールド、防御率4.11を記録。11月26日、200万円増となる推定年俸2900万円で契約を更改した。

### オリックス時代
2024年12月9日、現役ドラフトでオリックス・バファローズに指名され、移籍することが決まった。背番号は60。

## 選手としての特徴
先発も中継ぎもこなせる右腕。最速151km/hのストレートに球速差のある変化球を織り交ぜ、緩急で打者を打ち取る投球スタイル。変化球は、プロ入り当初はスライダー・カーブ・チェンジアップ。プロ4年目にはカットボール、7年目には西口文也二軍監督の助言でフォークも習得。ただ、フォークに関しては右打者の内角に食い込むように沈む軌道であることから、本人は「明らかに軌道がフォークじゃないので。ツーシームとかシンカーとか、そういう風に自分の中で呼びたいですね」と語っている。

## 人物
愛称は「ぽんちゃん」。
プロサッカー選手の本田圭佑と同姓同名であるが、自身の名前の由来は言葉の響きと字画を考えてとのこと。ルーキー時代に西武の寮「若獅子寮」に入寮する際、大学時代のチームメイトの応援メッセージが書かれた本田圭佑のサッカー日本代表ユニフォームを持ち込んでいる。

## 詳細情報

### 年度別投手成績
| 年 度     | 球 団     | 登 板 | 先 発 | 完 投 | 完 封 | 無 四 球 | 勝 利 | 敗 戦 | セ 丨 ブ | ホ 丨 ル ド | 勝 率 | 打 者 | 投 球 回 | 被 安 打 | 被 本 塁 打 | 与 四 球 | 敬 遠 | 与 死 球 | 奪 三 振 | 暴 投 | ボ 丨 ク | 失 点 | 自 責 点 | 防 御 率 | W H I P |
| --------- | --------- | ----- | ----- | ----- | ----- | -------- | ----- | ----- | -------- | ----------- | ----- | ----- | -------- | -------- | ----------- | -------- | ----- | -------- | -------- | ----- | -------- | ----- | -------- | -------- | ------- |
| 2016      | 西武      | 2     | 1     | 0     | 0     | 0        | 0     | 1     | 0        | 0           | .000  | 23    | 4.2      | 8        | 0           | 1        | 0     | 1        | 3        | 0     | 0        | 4     | 4        | 7.71     | 1.93    |
| 2017      | 西武      | 5     | 1     | 0     | 0     | 0        | 0     | 0     | 0        | 0           | ----  | 36    | 7.2      | 7        | 0           | 6        | 0     | 0        | 5        | 0     | 0        | 4     | 4        | 4.70     | 1.70    |
| 2018      | 西武      | 1     | 0     | 0     | 0     | 0        | 0     | 0     | 0        | 0           | ----  | 15    | 2.1      | 7        | 2           | 1        | 0     | 0        | 0        | 2     | 0        | 6     | 6        | 23.14    | 3.43    |
| 2019      | 西武      | 16    | 16    | 0     | 0     | 0        | 6     | 6     | 0        | 0           | .500  | 375   | 91.1     | 88       | 13          | 28       | 0     | 3        | 53       | 2     | 0        | 48    | 47       | 4.63     | 1.27    |
| 2020      | 西武      | 7     | 7     | 0     | 0     | 0        | 1     | 4     | 0        | 0           | .200  | 149   | 35.1     | 35       | 6           | 13       | 0     | 0        | 24       | 1     | 0        | 17    | 16       | 4.08     | 1.36    |
| 2021      | 西武      | 6     | 6     | 0     | 0     | 0        | 0     | 3     | 0        | 0           | .000  | 111   | 25.2     | 23       | 3           | 14       | 0     | 0        | 9        | 2     | 0        | 14    | 12       | 4.21     | 1.44    |
| 2022      | 西武      | 45    | 0     | 0     | 0     | 0        | 4     | 2     | 0        | 20          | .667  | 202   | 50.1     | 37       | 2           | 15       | 1     | 3        | 33       | 3     | 0        | 11    | 11       | 1.97     | 1.03    |
| 2023      | 西武      | 25    | 2     | 0     | 0     | 0        | 0     | 1     | 0        | 2           | .000  | 148   | 34.2     | 34       | 2           | 15       | 0     | 0        | 29       | 1     | 0        | 7     | 6        | 1.56     | 1.41    |
| 通算：8年 | 通算：8年 | 107   | 33    | 0     | 0     | 0        | 11    | 17    | 0        | 22          | .393  | 1059  | 252.0    | 239      | 28          | 93       | 1     | 7        | 156      | 11    | 0        | 111   | 103      | 3.79     | 1.32    |

- 2023年度シーズン終了時

### 年度別守備成績
| 年 度 | 球 団 | 投手  | 投手  | 投手  | 投手  | 投手  | 投手     |
| 年 度 | 球 団 | 試 合 | 刺 殺 | 補 殺 | 失 策 | 併 殺 | 守 備 率 |
| ----- | ----- | ----- | ----- | ----- | ----- | ----- | -------- |
| 2016  | 西武  | 2     | 0     | 0     | 0     | 0     | ----     |
| 2017  | 西武  | 5     | 0     | 1     | 0     | 0     | 1.000    |
| 2018  | 西武  | 1     | 0     | 1     | 0     | 0     | 1.000    |
| 2019  | 西武  | 16    | 4     | 16    | 0     | 3     | 1.000    |
| 2020  | 西武  | 7     | 2     | 4     | 0     | 0     | 1.000    |
| 2021  | 西武  | 6     | 3     | 0     | 1     | 0     | .750     |
| 2022  | 西武  | 45    | 4     | 14    | 0     | 0     | 1.000    |
| 2023  | 西武  | 25    | 0     | 5     | 0     | 0     | 1.000    |
| 通算  | 通算  | 107   | 13    | 41    | 1     | 3     | .982     |

- 2023年度シーズン終了時

### 記録
初記録
投手記録
- 初登板：2016年9月11日、対福岡ソフトバンクホークス22回戦（福岡 ヤフオク!ドーム）、7回裏に4番手で救援登板、2回1安打無失点
- 初奪三振：同上、7回裏に明石健志から見逃し三振
- 初先発登板：2016年9月18日、対東北楽天ゴールデンイーグルス24回戦（西武プリンスドーム）、2回2/3を4失点で敗戦投手
- 初勝利・初先発勝利：2019年4月4日、対千葉ロッテマリーンズ3回戦（メットライフドーム）、6回0/3を4失点で勝利投手
- 初ホールド：2022年4月28日、対福岡ソフトバンクホークス6回戦（福岡PayPayドーム）、7回裏に4番手で救援登板、1回無失点

打撃記録
- 初打席：2019年6月22日、対阪神タイガース2回戦（阪神甲子園球場）、3回表に岩田稔から遊ゴロ

その他の記録
- オールスターゲーム出場：1回（2022年）

### 背番号
- 45（2016年[9] - 2024年）
- 60（2025年[107] - ）

### 登場曲
- 「終わりなき旅」Mr.Children

### 代表歴
- 2016 WBSC U-23ワールドカップ 日本代表